# Fate Tola
Pour les articles homonymes, voir Tola.
Fate Tola Geleto, née le 22 octobre 1987 à Assella, est une athlète éthiopienne et allemande. 

## Carrière
Elle remporte sous les couleurs éthiopiennes le Marathon Alexandre le Grand en 2009 et le Marathon de Vienne en 2011 et en 2012. Elle est cinquième du Marathon de Berlin 2012, dixième du Marathon de Berlin 2015 et huitième du Marathon de Boston 2016.
Elle concourt ensuite sous les couleurs allemandes ; elle est huitième du 5 000 mètres aux Championnats d'Europe d'athlétisme 2016 et se classe 22e du Marathon féminin aux championnats du monde d'athlétisme 2017.